# 馬薩亞省
馬薩亞省 （西班牙語：Departamento de Masaya）是尼加拉瓜的一個省，位於該國西部、首都馬納瓜東南。面積590平方公里，2005年人口317,500人。首府馬薩亞。
下分9市。
1. ↑  Citypopulation.de Population of departments in Nicaragua